# Elezioni regionali in Campania del 2020
Le elezioni regionali italiane del 2020 in Campania si sono tenute il 20 e 21 settembre contestualmente alle altre 6 regioni chiamate al voto: Liguria, Toscana, Marche, Veneto, Puglia e Valle d'Aosta (in anticipo).
La consultazione elettorale, originariamente prevista per il 31 maggio, è stata rinviata a causa della pandemia di COVID-19 del 2019-2021 al 20-21 settembre, contemporaneamente al referendum costituzionale sul taglio del numero dei parlamentari e alle elezioni amministrative in 85 comuni campani.
Il presidente uscente Vincenzo De Luca è stato rieletto per il secondo mandato consecutivo con il 69,48% delle preferenze, secondo risultato percentuale più alto ottenuto da un presidente di regione eletto direttamente.

## Sistema elettorale
L'elezione si è svolta con un sistema proporzionale a turno unico.
I consiglieri regionali da eleggere sono 51, ed è previsto un premio di maggioranza pari al 60% dei seggi a disposizione che vengono ripartiti su base provinciale. La soglia di sbarramento è al 3%, a meno che non faccia parte di una coalizione che raggiunge il 10%.
La regione è divisa in 5 circoscrizioni elettorali, corrispondenti al territorio delle 5 province; i seggi sono: 27 per Napoli, 9 per Salerno, 8 per Caserta, 4 per Avellino e 2 per Benevento.
Per gli elettori è stato possibile optare per il voto disgiunto, cioè votare per un candidato presidente anche se non collegato alla lista prescelta, oltre a indicare fino a due preferenze per quanto riguarda i consiglieri, ma, nel caso di due preferenze, una deve essere maschile e l’altra femminile della stessa lista, pena l’annullamento della seconda preferenza.
A garanzia della rappresentanza dei territori, il sistema elettorale prevede l'elezione di almeno un consigliere regionale per ogni circoscrizione elettorale.

## Candidati
I candidati alla presidenza, con le rispettive liste a sostegno nelle cinque provincie della regione, così come depositate in Corte d'Appello, sono (in ordine alfabetico):
- Sergio Angrisano, giornalista e scrittore identitario, sostenuto dalla lista civica "Terzo Polo" che raggruppa diversi movimenti identitari, contro la diffusione del 5G: Movimento NO5G e Libera scelta terapeutica art.32 costituzione, Lista Non lasciateci Soli - Partito SoStenibile (diritto alla felicità ed al progresso), Movimento Verde, Libertas: Associazione...Stop violenza sulle donne.
- Stefano Caldoro, consigliere uscente ed ex presidente della regione tra il 2010 e 2015; sostenuto da una coalizione di centrodestra composta da: Fratelli d'Italia, Lega, Forza Italia, Unione di Centro assieme alla lista civica "Caldoro Presidente" (che include anche candidati del Nuovo PSI e Cambiamo!), Alleanza di Centro, e dalla lista elettorale "Identità Meridionale - Macroregione Sud" di Marcello Taglialatela;
- Valeria Ciarambino, consigliera uscente della regione, sostenuta dal Movimento 5 Stelle;
- Giuseppe Cirillo, detto Dr. Seduction, sessuologo, sostenuto dalla lista civica "Partito delle Buone Maniere";
- Vincenzo De Luca, presidente uscente della regione, in corsa per un secondo mandato; sostenuto da una coalizione composta da: Partito Democratico, Italia Viva, Centro Democratico, Partito Socialista Italiano, +Europa nella lista civica "+Campania in Europa" con il Partito Liberale Italiano, Articolo Uno nella lista civica "Democratici e Progressisti", Europa Verde assieme a Democrazia Solidale, i Popolari con Giuseppe e Ciriaco De Mita assieme alla lista elettorale "Fare Democratico", "Noi Campani" con Clemente Mastella, Partito Repubblicano Italiano assieme alla lista civica "Lega per l'Italia", e dalle liste elettorali "De Luca Presidente", "Davvero Sostenibilità e Diritti" assieme al Partito Animalista, "Liberal Democratici, Campania Popolare e Moderati", "Per le Persone e la Comunità", "Campania Libera" dove sono presenti come candidati consiglieri ex esponenti di Forza Italia e del centro-destra;
- Giuliano Granato, attivista sindacale, sostenuto da Potere al Popolo!;
- Luca Saltalamacchia, avvocato, sostenuto dalla lista civica "Terra", che raggruppa Sinistra Italiana, Rifondazione Comunista, L'Altra Europa con Tsipras, Partito del Sud, Insurgencia e Stop Biocidio;

Gabriele Nappi (Naturalismo), giornalista di Nola, inizialmente tra i candidati, si è poi ritirato dalla tornata elettorale.

## Sondaggi elettorali
Questa sezione riporta in ordine cronologico i dati dei sondaggi elettorali relativi a questa consultazione. Le percentuali dei candidati sono relative alla parte del campione che esprime un'intenzione di voto, mentre i dati su indecisi e astenuti si riferiscono al totale degli intervistati; i dati sono tratti dal sito ufficiale dei sondaggi politici ed elettorali, curato dalla Presidenza del Consiglio dei ministri.
| Data                          | Istituto          | De Luca     | Caldoro | Ciarambino | Granato      | Nappi        | Cirillo      | Angrisano    | Saltalamacchia | Altri        | Indecisi     | Astensione   |
| ----------------------------- | ----------------- | ----------- | ------- | ---------- | ------------ | ------------ | ------------ | ------------ | -------------- | ------------ | ------------ | ------------ |
| 29 novembre - 2 dicembre 2019 | IndexResearch     | 36,0        | 47,0    | 15,0       | non indicato | non indicato | non indicato | non indicato | non indicato   | 2,0          | 27,2         | 27,2         |
| 24 - 25 giugno 2020           | Noto Sondaggi     | 45,0        | 39,0    | 13,0       | non indicato | non indicato | non indicato | non indicato | non indicato   | 3,0          | non indicato | non indicato |
| 25 - 26 giugno 2020           | Winpoll - Arcadia | 65,4        | 21,9    | 10,9       | non indicato | non indicato | non indicato | non indicato | non indicato   | 1,8          | non indicato | non indicato |
| 3 - 4 agosto 2020             | Tecnè             | 42,5 - 46,5 | 37 - 41 | 13 - 17    | non indicato | non indicato | non indicato | non indicato | non indicato   | 0,5 - 2,5    | 53           | 53           |
| 20 - 22 agosto 2020           | Winpoll - Cise    | 58,6        | 28,9    | 9,9        | non indicato | non indicato | non indicato | non indicato | non indicato   | 2,6          | non indicato | non indicato |
| 26 - 27 agosto 2020           | Ipsos             | 50,4        | 29,0    | 15,8       | 2,2          | 0,8          | 0,8          | 0,5          | 0,5            | non indicato | 8,4          | 46           |
| 27 agosto 2020                | Tecnè             | 45 - 49     | 33 - 37 | 14 - 18    | non indicato | non indicato | non indicato | non indicato | non indicato   | 2 - 4        | 55           | 55           |
| 28 agosto - 1 settembre 2020  | SWG               | 51 - 55     | 29 - 33 | 11 - 15    | 0 - 2        | n.i.         | 0 - 1        | 0 - 2        | 0 - 1          | non indicato | 26           | non indicato |
| Data                          | Istituto          | De Luca     | Caldoro | Ciarambino | Granato      | Nappi        | Cirillo      | Angrisano    | Saltalamacchia | Altri        | Indecisi     | Astensione   |

## Affluenza
Il corpo elettorale per le elezioni del 20, 21 settembre 2020 risultava composto da 4.996.921 elettori. Alla chiusura dei seggi l'affluenza definitiva si è attestata al 55,54%, in aumento rispetto al 2015 del 3,61%.
| Provincia | Affluenza | Variazione |
| --------- | --------- | ---------- |
| Campania  | 55,52%    | 3,61%      |
| Avellino  | 51,85%    | 5,25%      |
| Benevento | 51,69%    | 6,21%      |
| Caserta   | 57,53%    | 3,22%      |
| Napoli    | 55,32%    | 3,87%      |
| Salerno   | 57,10%    | 1,56%      |

## Risultati
|                                                      | Vincenzo De Luca ✔️ Presidente | 1 789 017 | 69,48 | Partito Democratico         | 398 522   | 16,90 | 8  |  |  |
| De Luca Presidente                                   | Vincenzo De Luca ✔️ Presidente | 1 789 017 | 69,48 | 313 669                     | 13,30     | 6     |    |  |  |
| Italia Viva                                          | Vincenzo De Luca ✔️ Presidente | 1 789 017 | 69,48 | 173 884                     | 7,38      | 4     |    |  |  |
| Campania Libera                                      | Vincenzo De Luca ✔️ Presidente | 1 789 017 | 69,48 | 122 375                     | 5,19      | 2     |    |  |  |
| Fare Democratico - Popolari                          | Vincenzo De Luca ✔️ Presidente | 1 789 017 | 69,48 | 104 815                     | 4,45      | 2     |    |  |  |
| Noi Campani                                          | Vincenzo De Luca ✔️ Presidente | 1 789 017 | 69,48 | 102 668                     | 4,35      | 2     |    |  |  |
| Liberaldemocratici - Campania Popolare - Moderati    | Vincenzo De Luca ✔️ Presidente | 1 789 017 | 69,48 | 84 792                      | 3,60      | 2     |    |  |  |
| Centro Democratico                                   | Vincenzo De Luca ✔️ Presidente | 1 789 017 | 69,48 | 76 143                      | 3,23      | 2     |    |  |  |
| Partito Socialista Italiano                          | Vincenzo De Luca ✔️ Presidente | 1 789 017 | 69,48 | 60 103                      | 2,55      | 1     |    |  |  |
| +Campania in Europa                                  | Vincenzo De Luca ✔️ Presidente | 1 789 017 | 69,48 | 45 511                      | 1,93      | 1     |    |  |  |
| Europa Verde - DemoS                                 | Vincenzo De Luca ✔️ Presidente | 1 789 017 | 69,48 | 42 997                      | 1,82      | 1     |    |  |  |
| Davvero Sostenibilità e Diritti - Partito Animalista | Vincenzo De Luca ✔️ Presidente | 1 789 017 | 69,48 | 33 683                      | 1,43      | 1     |    |  |  |
| Per le Persone e la Comunità                         | Vincenzo De Luca ✔️ Presidente | 1 789 017 | 69,48 | 26 452                      | 1,12      | –     |    |  |  |
| Democratici e Progressisti                           | Vincenzo De Luca ✔️ Presidente | 1 789 017 | 69,48 | 25 254                      | 1,07      | –     |    |  |  |
| Partito Repubblicano Italiano - Lega per l'Italia    | Vincenzo De Luca ✔️ Presidente | 1 789 017 | 69,48 | 5 745                       | 0,24      | –     |    |  |  |
|                                                      | Stefano Caldoro                | 464 921   | 18,06 | Fratelli d'Italia           | 140 916   | 5,98  | 4  |  |  |
| Lega per Salvini Premier                             | Stefano Caldoro                | 464 921   | 18,06 | 133 159                     | 5,65      | 3     |    |  |  |
| Forza Italia                                         | Stefano Caldoro                | 464 921   | 18,06 | 121 694                     | 5,16      | 2     |    |  |  |
| Caldoro Presidente - Unione di Centro                | Stefano Caldoro                | 464 921   | 18,06 | 45 325                      | 1,92      | 1     |    |  |  |
| Identità Meridionale - Macroregione Sud              | Stefano Caldoro                | 464 921   | 18,06 | 3 333                       | 0,14      | –     |    |  |  |
| Alleanza di Centro - Alleanza Popolo e Territorio    | Stefano Caldoro                | 464 921   | 18,06 | 6 430                       | 0,27      | –     |    |  |  |
|                                                      | Valeria Ciarambino             | 255 714   | 9,93  | Movimento 5 Stelle          | 233 975   | 9,92  | 7  |  |  |
|                                                      | Giuliano Granato               | 30 955    | 1,20  | Potere al Popolo!           | 26 711    | 1,13  | –  |  |  |
|                                                      | Luca Saltalamacchia            | 27 475    | 1,07  | Terra                       | 25 125    | 1,07  | –  |  |  |
|                                                      | Sergio Angrisano               | 4 028     | 0,16  | Terzo Polo                  | 3 056     | 0,13  | –  |  |  |
|                                                      | Giuseppe Cirillo               | 2 608     | 0,10  | Partito delle Buone Maniere | 1 348     | 0,06  | –  |  |  |
| Totale                                               | Totale                         | 2 574 718 | 100   |                             | 2 357 610 | 100   | 49 |  |  |
|                                                      |                                |           |       |                             |           |       |    |  |  |
| Schede bianche                                       | Schede bianche                 | 119 748   | 4,32  |                             |           |       |    |  |  |
| Schede nulle                                         | Schede nulle                   | 79 638    | 2,87  |                             |           |       |    |  |  |
| Votanti                                              | Votanti                        | 2 774 104 | 55,52 |                             |           |       |    |  |  |
| Elettori                                             | Elettori                       | 4 996 921 |       |                             |           |       |    |  |  |
|                                                      |                                |           |       |                             |           |       |    |  |  |
| Fonte: Ministero dell'interno                        |                                |           |       |                             |           |       |    |  |  |

1. ↑  Include PLI e IdV
2. ↑  Include Nuovo PSI
3. ↑  Include Cambiamo! e Nuovo PSI
4. ↑  Include SI, èViva, PRC, Partito del Sud, Insurgencia e Stop Biocidio
5. ↑  Include Lavoro di Cittadinanza, Movimento Verde, Confederazione Movimenti Identitari, Libertà di Scelta - Diritti Umani - No Obbligo Vaccinale e Piccole e Medie Imprese - I piccoli che fanno grande l'Italia

## Consiglieri eletti
| Lista                                                | Circoscrizioni                     | Circoscrizioni                       | Circoscrizioni              | Circoscrizioni             | Circoscrizioni                    |
| Lista                                                | Napoli                             | Salerno                              | Caserta                     | Avellino                   | Benevento                         |
| ---------------------------------------------------- | ---------------------------------- | ------------------------------------ | --------------------------- | -------------------------- | --------------------------------- |
| Partito Democratico                                  | Mario Casillo (43.350)             | Francesco "Franco" Picarone (17.125) | Gennaro Oliviero (19.998)   | Maurizio Petracca (14.885) | Erasmo "Mino" Mortaruolo (14.851) |
| Partito Democratico                                  | Loredana Raia (27.040)             | Francesco "Franco" Picarone (17.125) | Gennaro Oliviero (19.998)   | Maurizio Petracca (14.885) | Erasmo "Mino" Mortaruolo (14.851) |
| Partito Democratico                                  | Carmela "Bruna" Fiola (22.760)     | Francesco "Franco" Picarone (17.125) | Gennaro Oliviero (19.998)   | Maurizio Petracca (14.885) | Erasmo "Mino" Mortaruolo (14.851) |
| Partito Democratico                                  | Massimiliano Manfredi (19.073)     | Francesco "Franco" Picarone (17.125) | Gennaro Oliviero (19.998)   | Maurizio Petracca (14.885) | Erasmo "Mino" Mortaruolo (14.851) |
| Movimento 5 Stelle                                   | Valeria Ciarambino (17.365)        | Michele Cammarano (3.974)            | Salvatore Aversano (3.078)  | Vincenzo Ciampi (1.678)    |                                   |
| Movimento 5 Stelle                                   | Gennaro Saiello (6.244)            | Michele Cammarano (3.974)            | Salvatore Aversano (3.078)  | Vincenzo Ciampi (1.678)    |                                   |
| Movimento 5 Stelle                                   | Maria "Marì" Muscarà (3.768)       | Michele Cammarano (3.974)            | Salvatore Aversano (3.078)  | Vincenzo Ciampi (1.678)    |                                   |
| Movimento 5 Stelle                                   | Luigi Cirillo (3.718)              | Michele Cammarano (3.974)            | Salvatore Aversano (3.078)  | Vincenzo Ciampi (1.678)    |                                   |
| De Luca Presidente                                   | Vittoria Lettieri (11.147)         | Luca Cascone (16.180)                | Giovanni Zannini (21.226)   |                            |                                   |
| De Luca Presidente                                   | Lucia Fortini (10.517)             | Luca Cascone (16.180)                | Giovanni Zannini (21.226)   |                            |                                   |
| De Luca Presidente                                   | Carmine Mocerino (10.239)          | Luca Cascone (16.180)                | Giovanni Zannini (21.226)   |                            |                                   |
| De Luca Presidente                                   | Paola Raia (9.893)                 | Luca Cascone (16.180)                | Giovanni Zannini (21.226)   |                            |                                   |
| Italia Viva                                          | Francesco Iovino (10.320)          | Tommaso Pellegrino (12.450)          | Vincenzo Santangelo (8.792) | Vincenzo Alaia (15.749)    |                                   |
| Fratelli d'Italia                                    | Michele Schiano (8.927)            | Nunzio Carpentieri (9.530)           | Alfonso Piscitelli (5.606)  |                            |                                   |
| Fratelli d'Italia                                    | Marco Nonno (7.211)                | Nunzio Carpentieri (9.530)           | Alfonso Piscitelli (5.606)  |                            |                                   |
| Lega                                                 | Severino Nappi (8.501)             | Attilio Pierro (4.515)               | Gianpiero Zinzi (15.764)    |                            |                                   |
| Campania Libera                                      | Giovanni Porcelli (12.339)         | Giovanni "Nino" Savastano (16.569)   |                             |                            |                                   |
| Forza Italia                                         | Annarita Patriarca (11.162)        |                                      | Massimo Grimaldi (8.511)    |                            |                                   |
| Fare Democratico - Popolari                          | Felice Di Maiolo (5.455)           | Corrado Matera (12.459)              |                             |                            |                                   |
| Noi Campani                                          |                                    |                                      | Maria Luigia Iodice (6.692) |                            | Luigi Abbate (9.903)              |
| Liberaldemocratici, Campania Popolare e Moderati     | Giuseppe Sommese (5.554)           |                                      |                             |                            |                                   |
| Liberaldemocratici, Campania Popolare e Moderati     | Pasquale di Fenza (2.116)          |                                      |                             |                            |                                   |
| Centro Democratico                                   | Giovanni Mensorio (9.769)          |                                      |                             |                            |                                   |
| Centro Democratico                                   | Raffaele Pisacane (4.804)          |                                      |                             |                            |                                   |
| Partito Socialista Italiano                          |                                    | Andrea Volpe (9.859)                 |                             |                            |                                   |
| +Campania in Europa                                  | Fulvio Frezza (4.934)              |                                      |                             |                            |                                   |
| Caldoro Presidente - Unione di Centro                | Gennaro Cinque (4.174)             |                                      |                             |                            |                                   |
| Europa Verde - DemoS                                 | Francesco Emilio Borrelli (15.799) |                                      |                             |                            |                                   |
| Davvero Sostenibilità e Diritti - Partito Animalista |                                    |                                      |                             | Livio Petitto (11.908)     |                                   |